# Spoorlijn Brugg - Immensee
De spoorlijn Brugg - Immensee is een Zwitserse spoorlijn tussen Brugg AG in kanton Aargau naar Immensee in kanton Schwyz. De Aargauische Südbahn was een Zwitserse spooronderneming in het kanton Aargau.

## Geschiedenis
Het traject werd tussen 1873 en 1882 gebouwd door Schweizerische Centralbahn (SCB) samen met de Schweizerische Nordostbahn (NOB) als een verbinding het traject van de Bözberglinie tussen Bazel en Zürich en het traject Olten – Brugg AG met het toen nieuwe traject van de Gotthandbahn.
Van het traject Rupperswil over Brugg naar Immensee van de Aargauische Südbahn was de bedrijfsvoering in handen van Schweizerische Centralbahn (SCB).
Eveneens werd de bedrijfsvoering door de Schweizerische Centralbahn (SCB) voor de Aargauische Südbahn van de trajecten Rupperswil over Lenzburg en Wohlen naar Rotkreuz. Teven de zijlijnen van Wohlen naar Bremgarten en van Hendschiken naar Brugg.
De trajecten werden achtereenvolgens geopend:
- 23 juni 1874: Rupperswil–Lenzburg–Hendschiken–Wohlen
- 1 juni 1875: Wohlen–Muri
- 1 september 1876: Wohlen–Bremgarten West (als zelfstandige onderneming Wohlen-Bremgarten-Bahn)
- 1 december 1881: Muri–Sins–Rotkreuz
- 1 juni 1882: Hendschiken–Othmarsingen–Brugg

In 1902 werd het spoorwegnet van de Aargauische Südbahn met een lengte van 51,96 kilometer geïntegreerd in het spoorwegnet van de Schweizerische Bundesbahnen (SBB).
De Schweizerische Bundesbahnen verhuurde in 1912 het traject Wohlen–Bremgarten West aan de Bremgarten-Dietikon-Bahn (BD) die om er te kunnen rijden een derde rail voor meterspoor liet inbouwen.
Een gepland traject van Brugg over Böttstein naar Waldshut werd nooit gebouwd.

## Afbeeldingen

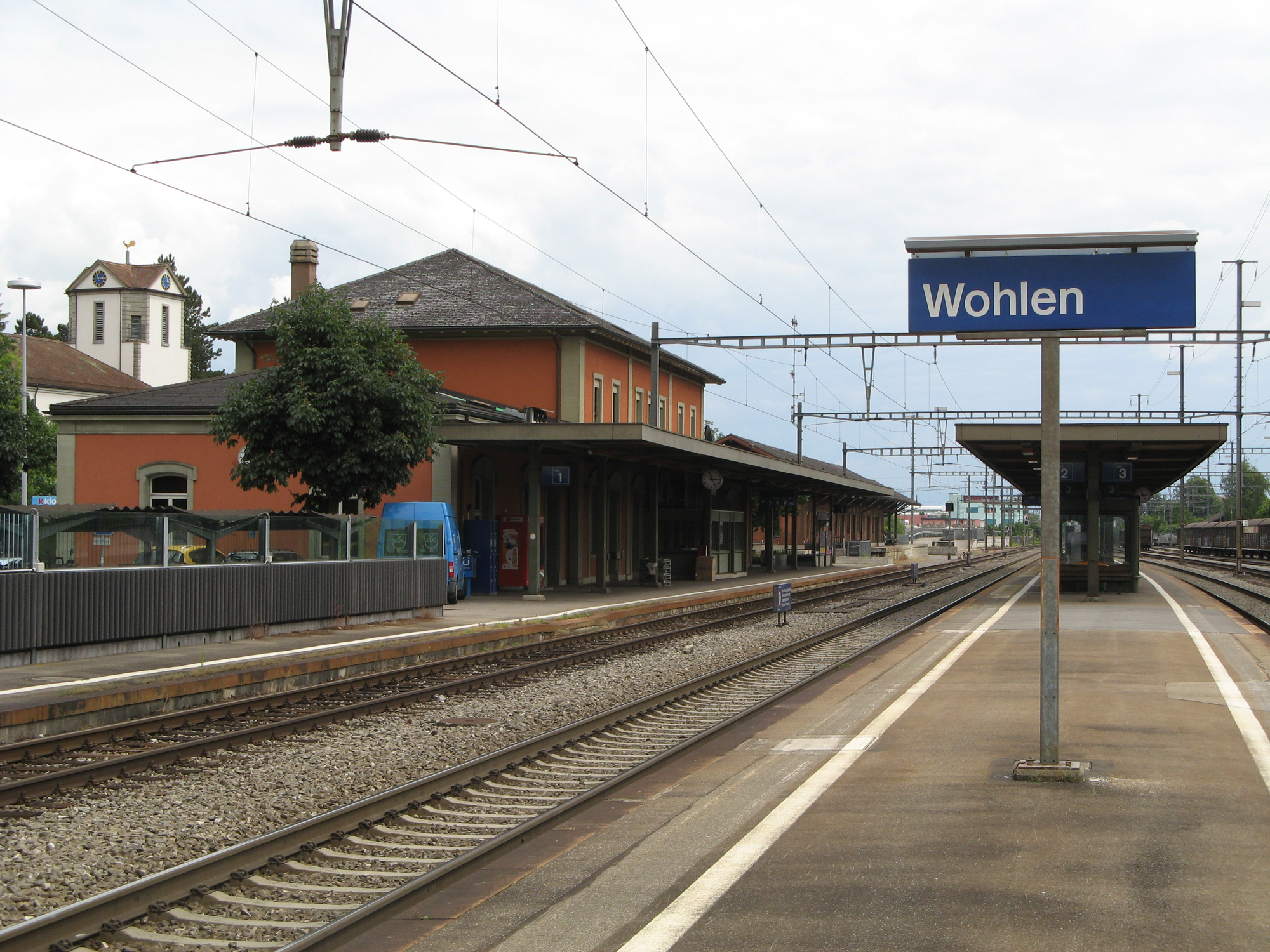
Station Wohlen
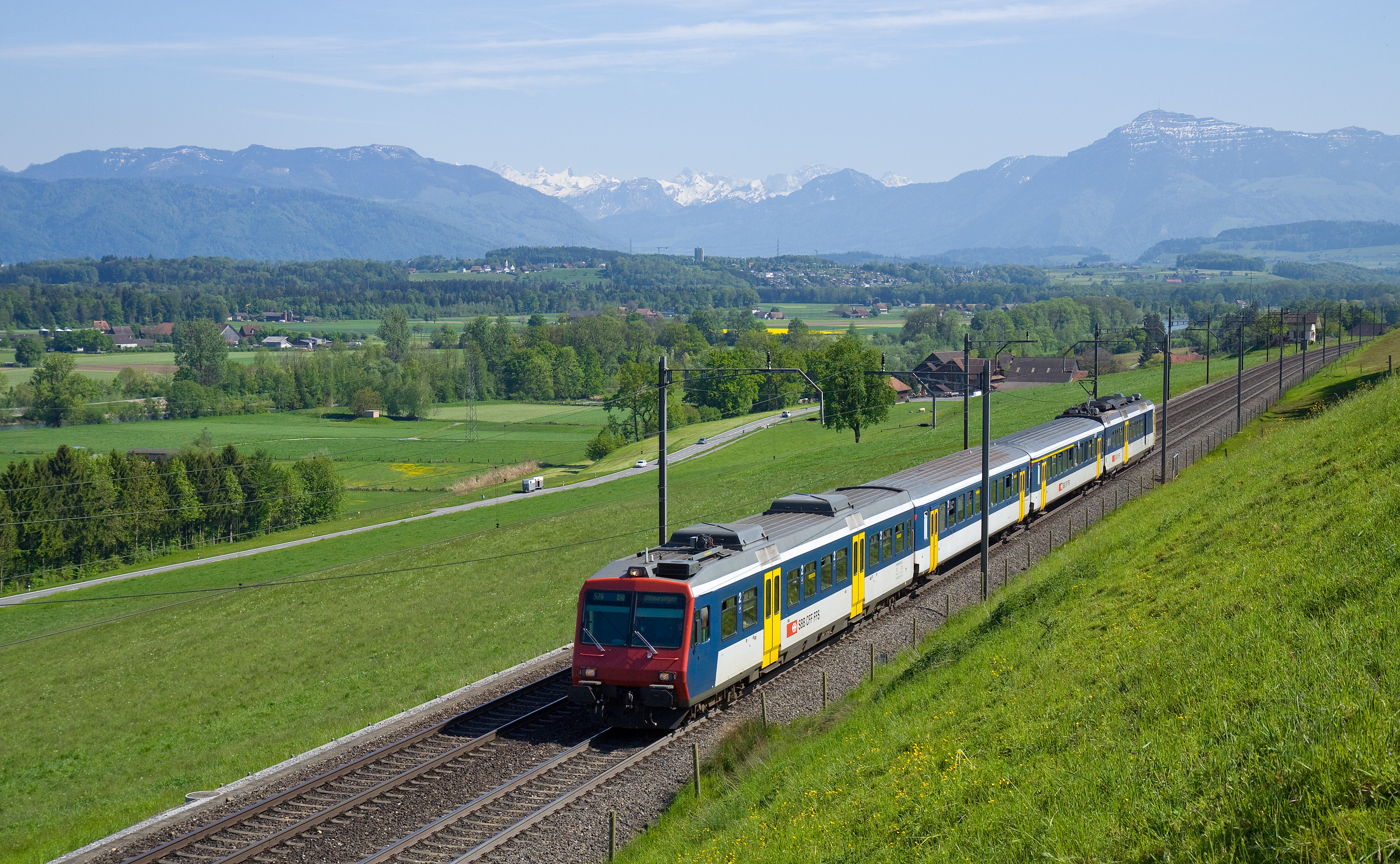
Regionale trein tussen Mühlau en Sins
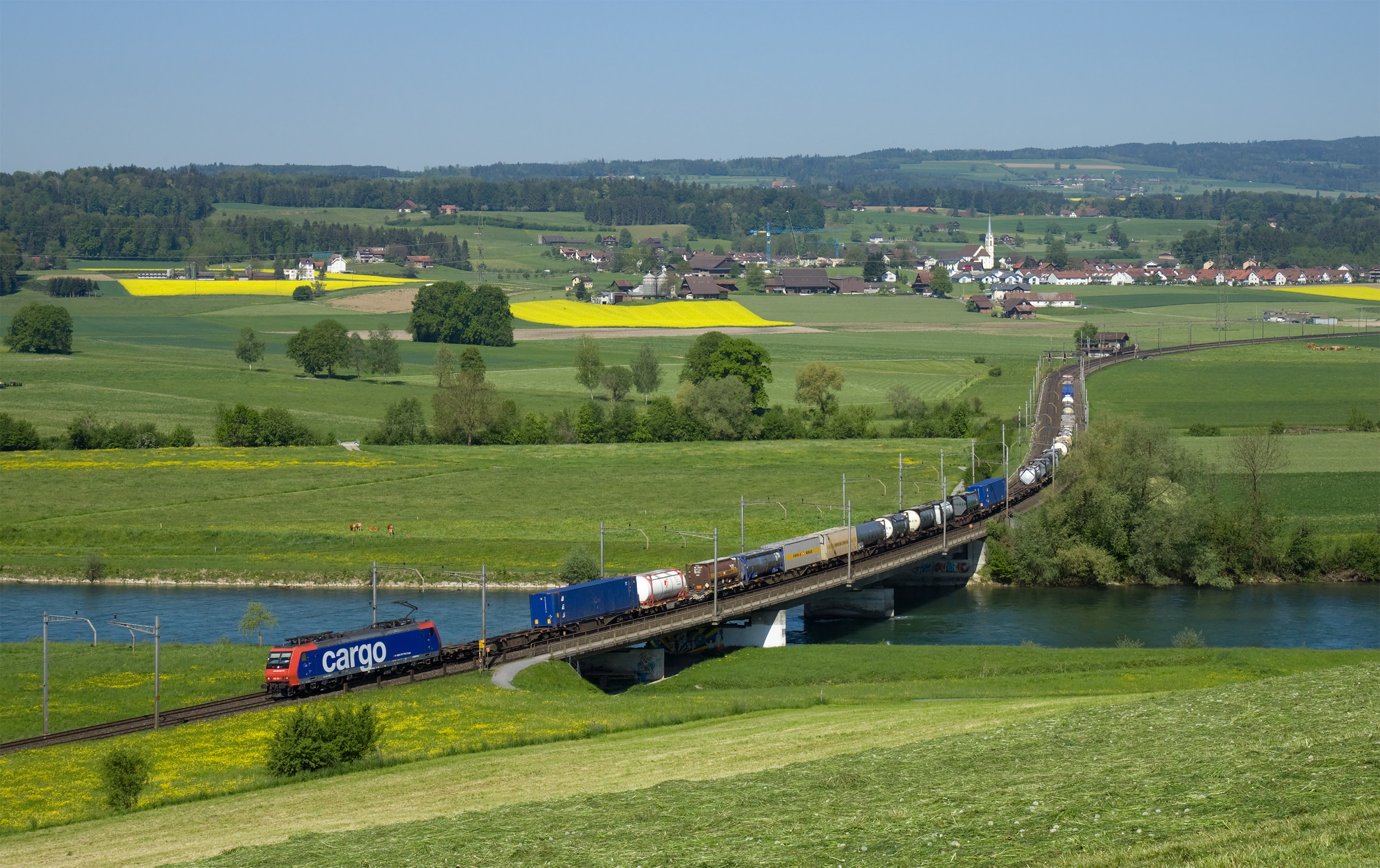
Containertrein bij Oberrüti
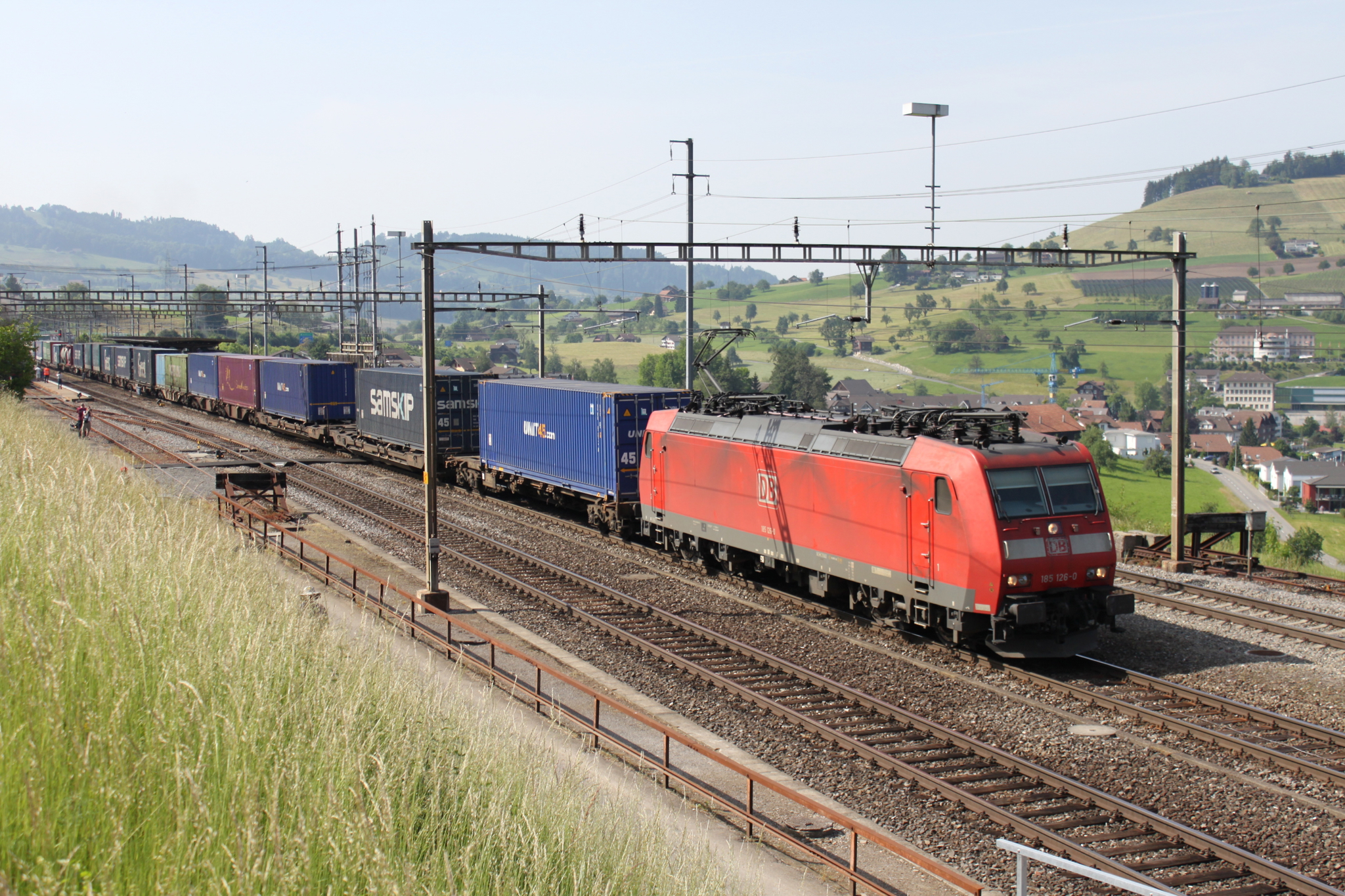
Containertrein bij Immensee